# 마틸데 디 카노사 디 토스카나 여변경백
마틸데 디 카노사 디 토스카나 여변경백(이탈리아어: Matilde di Canossa, Margravio di Toscana: 1046년 – 1115년 7월 24일)는 이탈리아의 여자 귀족으로, 신성 로마 제국의 황제 하인리히 4세와 서임권 분쟁(Investiture Controversy)을 벌이던 교황 그레고리오 7세의 강력한 후원자였다. 그녀의 영지인 카노사 성에서 카노사의 굴욕 사건이 일어났다.
그녀는 군사적 업적으로 기억되는 몇 안 되는 중세 여성 중 한 사람이다. 세습되는 카노사 성을 물려받은 이후  흔히 '카노사의 마틸데' 또는 '카노사 마틸데'(Matilda of Canossa)로 불린다. 영어로는 마틸다 투스카니(Matilda of Tuscany)로도 불린다.

## 어린 시절
마틸데의 아버지는 레지오, 모데나, 만토바, 브레시아, 페라라 등에 영지를 가진 이탈리아의 귀족 보니파초 3세이고, 어머니 베아트리체는 상(上)로렌의 공작이자 바의 백작인 프레데리크 2세의 딸로 하인리히 2세의 누이이다.
마틸데의 출생지는 분명치 않다. 막내로 태어난 마틸데는 아버지가 1052년에 암살되고, 1년 후(1053)엔 첫째 언니 베아트리체마저 사망한다. 어머니 베아트리체는 유산을 지키기 위해 하(下)로렌의 공작 고드프리 3세와 재혼한다. 마틸데는 의붓형제이자 고드프리 3세의 전처 아들인 '곱추' 고드프리와 약혼 중이었다.
신성 로마 제국의 황제 하인리히 3세는 베아트리체가 자신의 적과 승낙 없이 결혼하자 격분하여 1055년초 봄, 이탈리아로 군대를 파병했다. 그의 군대는 4월에 베로나에 도달하고, 부활절에는 만토바에 이른다. 이에 베아트리체는 하인리히 3세에게 해명을 위한 안전보장을 요구하는 편지를 보내고, 황제가 이를 허락하자 그녀의 어린 아들 프레데리크와 여정을 떠난다. 그러나 황제는 베아트리체의 알현을 거부하고, 결국 그녀를 감옥에 가둔다. 프레데리크는 더 좋은 대우를 받았으나 며칠만에 사망한다. 프레데리크의 사망으로 8살인 마틸데는 생부가 남긴 거대한 영지의 유일한 상속인이 된다.
아내가 감옥에 갇히자 고드프리 3세는 하인리히 3세를 이탈리아에서 몰아내고 반란을 부추기기 위해 독일로 돌아가 플랑드르의 보두앵 5세와 황제를 압박한 결과 하인리히 3세가 사망한 1056년 중반까지 평화로운 시기가 왔다.
마틸데의 가문은 11세기 교황 스테파노 9세, 니콜라오 2세, 알렉산데르 2세로 이어지는 교황 선출 논쟁에 연관된다. 그녀는 1059년 교황 반대파로부터 니콜라오 2세를 보호하기 위해 부모의 군대와 함께 교황을 수행하며 로마로 첫 여행을 떠난다.
마틸데는 아르뒤노 델라 파둘레의 후견 아래 승마와 무술을 배웠으며, 이 기간 중 의붓오빠 고드프리와 결혼하여 1071년 딸 베아트리체를 낳는다. 사실상 존재하는 모든 마틸데의 전기에는 베아트리체가 첫 돌이 지나기 전에 사망했다고 기록하고 있으나, 미켈란젤로 부오나로티와 동시대의 족보 학자들은 베아트리체의 생존을 주장했고, 미켈란젤로 자신도 그 후손인 피렌체 행정관 시모네 데 카노사의 핏줄로 여겼다. 당대의 카노사 백작도 미켈란젤로의 주장을 지지하였다. 그러나 가톨릭교회는 미켈란젤로가 유산을 탐낸 것으로 보고 마틸데는 후손이 전혀 없다 단정했다.
고드프리 4세는 아버지인 고드프리 3세가 1069년 사망한 후, 마틸데와 사이가 소원해져, 독일로 돌아가 하 로렌(Lower Lorraine)의 공작이 된다.

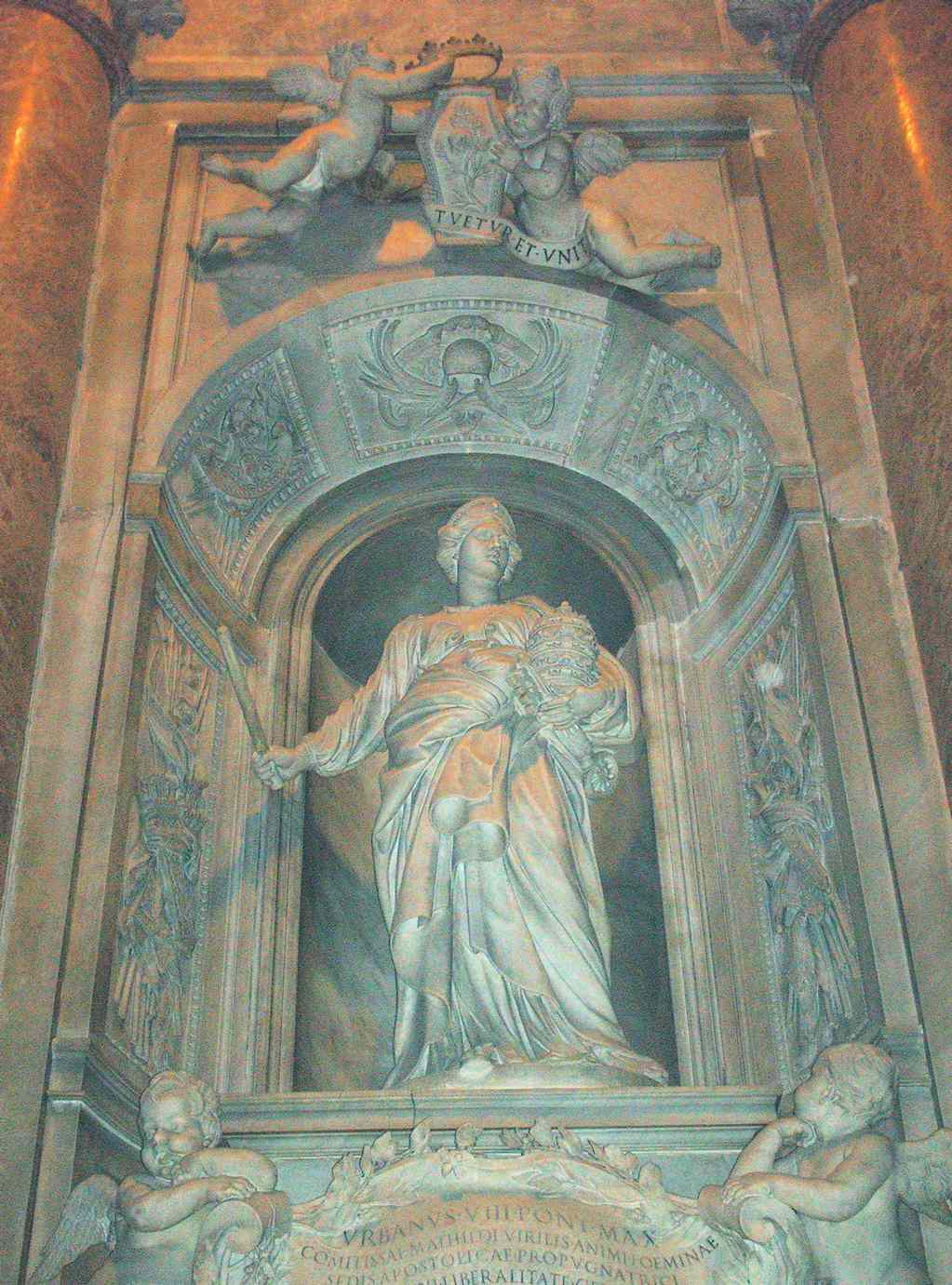
성 베드로 성당(로마)에 있는 마틸다의 전신상

## 죽음
이탈리아 정치의 한 시대를 풍미하던 마틸데는 1115년 통풍으로 사망한다. 그녀가 사망한 해, 피렌체 시민들이 봉기 끝에 독립하여 피렌체 공화국이 성립되었다.
그녀의 유해는 산 베네데토 수도원에 안장되었다가 1633년 교황 우르바노 8세의 명으로 로마로 옮겨져 산탄젤로성으로 옮겨졌고, 1645년 성베드로 대성당으로 안치되었다.
마틸데의 삶은 단테의 <신곡> 연옥편 27곡과 28곡에 활동적인 삶의 상징으로 등장한다. 마틸데와 하인리히 4세의 이야기는 루이지 피란델로에 의해 희곡 엔리코 4세(Enrico IV) 로 창작되었다. 

## 같이 보기
- 토스카나 변경